# Victorio Filellini
Victorio Filellini (1922 - 2016) foi um brasileiro nadador e jogador de polo aquático. Entre seus conquistas destacam-se o bicampeonato consecutivo da Travessia de São Paulo a Nado e, o campeão brasileiro de polo-aquático.
Em 1943, Victorio Filellini e João Havelange, nadadores do clube Esperia, combinaram de cruzar juntos a linha final em primeiro lugar na Travessia de São Paulo.

## Conquistas
1943: Travessia de São Paulo a Nado;
1944: bicampeonato Travessia de São Paulo a Nado;
Campeonato brasileiro de polo-aquático.

## Honrarias
- 2013 - Homenageado com a "Medalha Esperia Grande Mérito", do Conselho do Estado de São Paulo de Honrarias e Mérito.[6][7]